# Wogemänner
Nach dem Untergang des Handelszentrums Rungholt bei der Groote Mandränke im Januar 1362 taten sich viele der heimatlos gewordenen Fischer und Bauern zusammen, um gemeinsam ihren Lebensunterhalt zu bestreiten.
Die Angst und Schrecken verbreitenden sogenannten Wogemänner taten dies durch Raubzüge und Überfälle auf kleine Gehöfte und durch die Enterung kleiner Handelsschiffe, um sich auf diese Art und Weise wiederzuholen, was ihnen der Blanke Hans zuvor genommen hatte. Hierzu ließen sie sich im Ort Westerhever nieder und errichteten an einer schwer zugänglichen Stelle eine Trutzburg, die Wogemannsburg.
Die Wogemänner wurden nach Verrat 1370 vom Staller Owe Hering und den Bewohnern der Umgebung bezwungen. Sechzig Wogemänner wurden geköpft, die Burg zerstört und deren Steine zur Verstärkung der Kirche St. Stephanus und zum Bau des Turmes genutzt.